# Ernest Rutherford
Ernest Rutherford, 1. baron Rutherford z Nelsonu, FRS (30. srpna 1871 Brightwater, Nový Zéland – 19. října 1937 Cambridge Spojené království) byl britský fyzik novozélandského původu. Bývá považován za zakladatele jaderné fyziky. Zkoumal radioaktivní rozpad chemických prvků, navrhl koncept poločasu rozpadu a rozdělil ionizující záření vzniklá rozpadem prvků na α, β a γ.
Při vývoji zařízení, které by umožňovalo detekovat záření, zjistil, že atom není homogenní koule, ale že struktura atomu odpovídá tzv. planetárnímu modelu. Za tento objev a objevení radioaktivity obdržel v roce 1908 Nobelovu cenu za chemii, „za výzkum rozpadu prvků a chemii radioaktivních látek“.
V roce 1919 se mu povedlo jako prvnímu přeměnit jadernou reakcí prvek na jiný prvek (dusík na kyslík), čímž jako první provedl transmutaci prvku na jiný.

## Život

### Mládí a studium (1871–1898)
Ernest Rutherford se narodil Jamesi Rutherfordovi a jeho ženě Marthě Thompsonové, která pocházela z Hornchurchu v Essexu v Anglii. James opustil skotský Perth, aby si „zaopatřil trochu lnu a hodně dětí“. Vystřídal několik zaměstnání a později zakoupil malou farmu, kde pěstoval a zpracovával len. V Spring Grove (nyní Brightwater) nedaleko města Nelsonu na severním pobřeží Jižního ostrova Nového Zélandu se mu narodil syn Ernest jako čtvrté z dvanácti dětí.
Ernest Rutherford studoval na Havelock School, pokračoval na Nelson College a poté získal stipendium na Canterbury College, Novozélandské univerzitě v Christchurch, kde studoval matematiku a fyziku. Začal experimentovat s vysokofrekvenčními elektromagnetickými vlnami a jejich vlivem na magnetické kovy. Výsledky svých pokusů popsal v dizertační práci, kterou obhájil v roce 1893. Díky vysoké úrovni dizertační práce směl pokračovat ve studiu ještě další rok, během kterého zkonstruoval detektor elektromagnetických vln. Získal akademické tituly BA, MA and BSc, ale na Novém Zélandu se mu nedařilo najít zaměstnání odpovídající jeho schopnostem. Pracoval jako pomocný učitel a několik měsíců pomáhal na otcově farmě.
V roce 1895 získal stipendium a odcestoval do Anglie na postgraduální studium v Cavendishově Laboratoři na Univerzitě v Cambridgi (1895–1898), kterou v té době vedl Joseph John Thompson. Rutherford zde v krátké době vytvořil světový rekord ve vzdálenosti, na kterou je možno detekovat elektromagnetické vlnění. Spolu s Thompsonem zkoumali účinky rentgenových paprsků v plynech a fyzikální podstatu a vlastnosti radioaktivity.

### McGillova univerzita v Montrealu (1898–1907)
Přijal místo profesora na katedře fyziky McGillovy univerzity v Montrealu, což znamenalo existenční jistotu a umožnilo mu uspořádat si soukromý život. V roce 1900 se oženil s Mary Georginou Newtonovou (1876–1945), s níž se zasnoubil už na Novém Zélandu. Měli dceru Eileen Mary (1901–1930), která zemřela po porodu svého čtvrtého dítěte.
Rutheford kromě pedagogických povinností pokračoval v experimentech ve špičkově vybavené laboratoři. Již v prvním roce objevil princip spolehlivé detekce kouřových plynů. Jeho nejbližším spolupracovníkem byl Frederick Soddy. Společně se věnovali výzkumu radioaktivity a definovali poločas rozpadu atomového jádra. Během svého pobytu publikoval 69 prací a vydal svou první knihu s názvem Radioactivity (1904). V roce 1900 byl zvolen členem kanadské Královské společnosti (Royal society), o tři roky později členem Royal Society v Londýně, která ho vyznamenala v roce 1904 Rumfordovou medailí. Vědecká práce, kterou na McGillově univerzitě vykonal, mu zajistila Nobelovu cenu za chemii (1908).

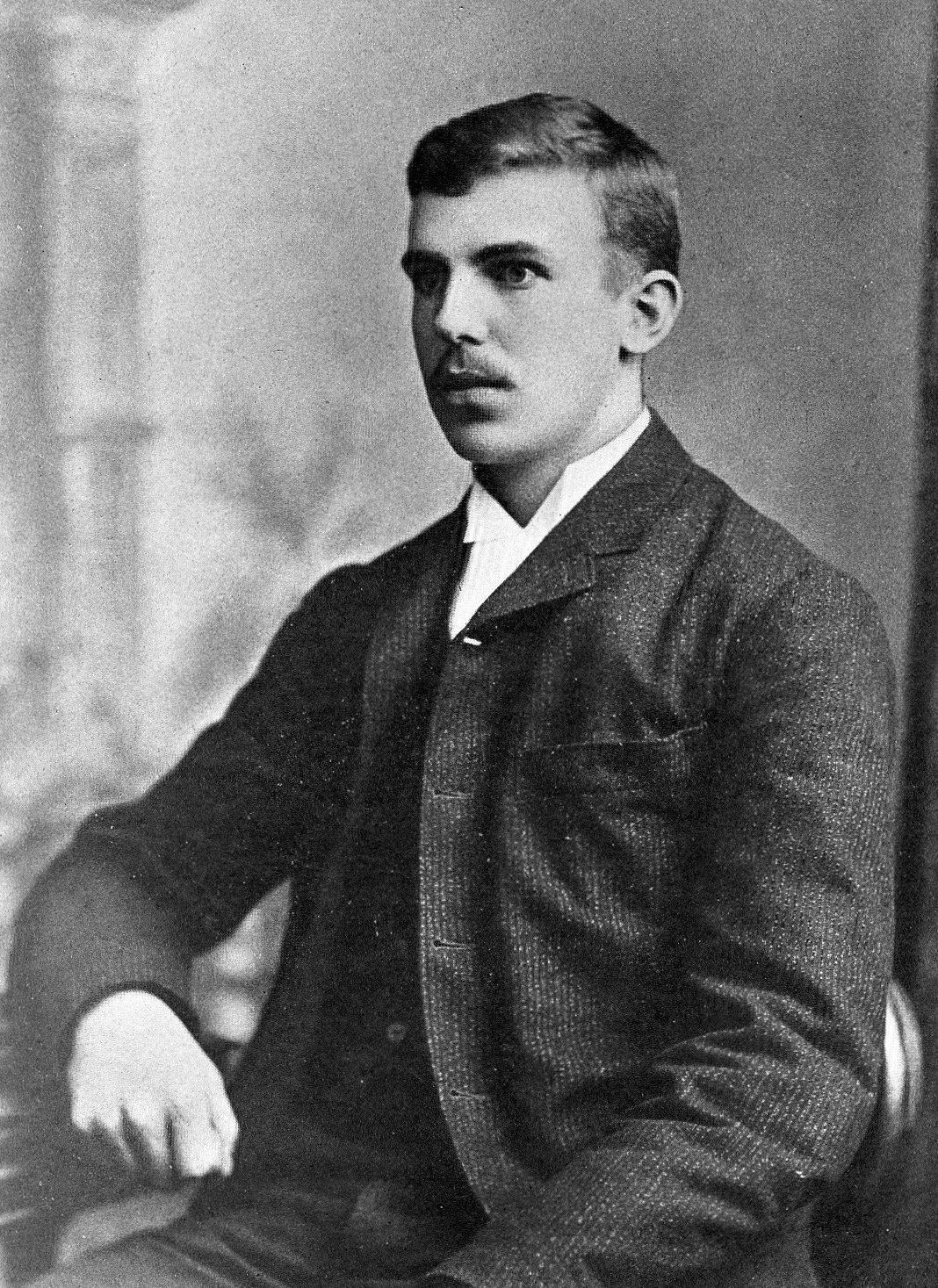
Ernest Rutherford v roce 1892

### Univerzita v Manchesteru (1907–1919)
Rutheford se chtěl vrátit do Evropy a v roce 1907 přijal nabídku Univerzity v Manchesteru, aby vedl katedru fyziky. V roce 1911 zde provedl svůj proslulý pokus s ostřelováním tenké zlaté fólie částicemi alfa, jehož výsledkem byl planetární model atomu. Při provádění podobných experimentů s lehkými prvky zjistil, že dochází k jejich transmutaci. Získal podstatné informace o složení jádra a potvrdil existenci protonů. Za tyto práce byl v roce 1919 navržen na Nobelovu cenu za fyziku, což však odmítl.
V roce 1914 byl za zásluhy povýšen do rytířského stavu a v roce 1916 obdržel Hector Memorial Medal. Během první světové války se podílel na vývoji akustických metod lokalizace ponorek pro britské námořnictvo.

### Cavendishova laboratoř (1919–1937)
V roce 1919 se vrátil do Cavendishovy laboratoře již jako její ředitel. Za jeho působení prestiž této instituce ještě vzrostla. Ruthefordovými žáky byli pozdější přední světoví fyzici, jako Niels Bohr, James Chadwick, John Cockcroft, Robert Millikan, Arthur Eddington, Pjotr Kapica a jiní. Pod jeho vedením získali Nobelovu cenu za fyziku Chadwick za objevení neutronu (1932), Appleton (1947) za výzkum fyziky vyšších vrstev atmosféry, zejména za objev tzv. Appletonovy vrstvy (v ionosféře) a Cockcroft a Walton (společně 1951) za výzkum transmutace atomových jader pomocí uměle urychlených atomových částic. V roce 1925 získal Řád za zásluhy a v roce 1931 byl povýšen do šlechtického stavu jako baron Rutherford of Nelson.
Zemřel nečekaně v nemocnici následkem operace pupeční kýly (1937). Tehdejší britský protokol vyžadoval, aby byl jako peer operován pouze urozeným lékařem, který nebyl právě přítomen, tato prodleva ho patrně stála život. Byl pochován ve Westminsterském opatství po boku J. J. Thomsona a nedaleko Isaaca Newtona.
Během své vědecké kariéry napsal Rutherford 180 prací a publikoval 6 knih (Radioaktivita (1904), Radioaktivní transformace (1906), Radioaktivní látky a jejich záření (1913), Elektrická struktura hmoty (1926), Umělá transmutace prvků (1933) a Současná alchymie (1937)). Více než dvacet světových univerzit mu udělilo čestný doktorát, byl členem vědeckých akademií mnoha zemí.

## Vědecké objevy
Aby mohl popsat dva typy radiace vyzařované thoriem a uranem, které naměřil během výzkumu radioaktivity, vytvořil pojmy alfa a beta záření (1899). Tyto druhy záření od sebe rozlišil na základě schopnosti jejich pronikání látkami. Později, v roce 1903, si uvědomil, že typ radiace objevený (ale nepojmenovaný) francouzským chemikem Paulem Villardem při pokusech s radiem v roce 1900 nemůže být alfa či beta zářením, protože je mnohem pronikavější. Rutherford nový druh záření pojmenoval paprsky gama.
V roce 1898 byl jmenován vedoucím fyzikálního oddělení McGillovy university v Montrealu. V letech 1900 až 1903 spolupracoval s Frederickem Soddym (Nobelova cena za chemii, 1921) na transmutaci prvků. Rutherford dokázal existenci přirozené radioaktivity vznikající samovolným rozpadem atomů. Vypozoroval, že se ve vzorku radioaktivního materiálu vždy za stejný čas rozpadne polovina jader, tzn. určil tzv. poločas rozpadu. Tohoto jevu lze využít např. při měření času nebo při určení stáří Země. Díky tomuto objevu došlo k značnému prodloužení odhadovaného stáří Země.
V roce 1907 byl jmenován vedoucím fyzikálního oddělení University v Manchesteru v Británii. Pokračoval ve výzkumu záření alfa, spolu s Hansem Geigerem objevil metodu detekce alfa záření pomocí záblesků na stínítku ze sulfidu zinečnatého a ionizační komoru, která umožňuje počítat alfa částice. Dále určil, že elektrický náboj alfa částice je 2+. Spolu s Thomasem Roydsem provedli pokusy, kterými určili, že alfa částice jsou jádra atomů helia, tedy He2+.
Roku 1909 spolupracoval na Geigerově–Marsdenově experimentu, kterým byla prokázána existence malého atomového jádra. Při interpretaci tohoto experimentu Rutherford formuloval planetární (Rutherfordův) model atomu.
Roku 1919 dokázal jako první na světě transmutovat jeden chemický prvek na jiný. Podařilo se mu jadernou reakcí dusíku s alfa částicí přetvořit dusík na kyslík.
 14
7 N +  4
2 He →  17
8 O +  1
1 H
Roku 1921 spolupracoval s Nielsem Bohrem. V té době Rutherford teoreticky předpověděl existenci neutronů, jaderných částic, které by měly kompenzovat odpudivé účinky kladně nabitých protonů, a tak jadernými přitažlivými silami bránit rozpadu jader atomů. Existenci neutronů potvrdil až v roce 1932 James Chadwick, který za tento objev dostal Nobelovu cenu v roce 1935.

### Nobelova cena
V roce 1907 získal Rutherford sedm nominací na Nobelovu cenu za fyziku a jednu na cenu za chemii. Následující rok měl pět nominací za fyziku a tři za chemii a Nobelovu cenu za chemii obdržel za výzkum rozpadu prvků a chemie radioaktivních látek. 
Setkal jsem se s mnoha rozličnými proměnami v různých časových obdobích, ale nejrychlejší byla moje vlastní proměna v jediném okamžiku z fyzika na chemika.
Ernest Rutherford (1908)
Opakovaně byl nominován na druhou Nobelovu cenu, tentokrát za fyziku, ale pouze třemi nominanty v letech 1922, 1923, 1924, 1931, 1932, 1933 a 1937.

## Čestná pojmenování

### Vědecké objevy
- chemický prvek rutherfordium, Rf, Z=104. (objevený 1969, definitivně pojmenovaný 1997)

### Instituce
- Rutherford Appleton Laboratory – vědecká laboratoř nedaleko Abingdonu (Oxfordshire, UK)
- Rutherford College – škola v Aucklandu (Nový Zéland)
- Rutherford College – fakulta University v Kentu (Canterbury, UK)
- The Rutherford Institute for Innovation at the University of Cambridge, UK
- Rutherford Intermediate School – střední škola ve Wanganui (Nový Zéland)

## Zajímavosti
- Studenti mu dali přezdívku krokodýl, protože šel za svým cílem houževnatě stále dopředu, aniž by otáčel hlavou.[3]
- Od roku 1933 až do své smrti stál v čele organizace, která pomáhala akademikům při jejich útěku z nacistického Německa.[4]
- Byl velkorysý, skromný a čestný. Nezištně pomáhal a podporoval své spolupracovníky i studenty, přál jim uznání i za vědecké práce, na nichž se sám podílel.[5]